# Умбетово
Умбе́тово (рос. Умбетово, башк. Өмбәт) — присілок у складі Зіанчуринського району Башкортостану, Росія. Входить до складу Муйнацької сільської ради.
Населення — 413 осіб (2010; 516 в 2002).
Національний склад:
- башкири — 100%